# La Riba
La Riba là một đô thị trong ‘‘comarca’’ Alt Camp, Tarragona, Catalonia, Tây Ban Nha. Theo điều tra dân số năm 2007, đô thị này có dân số là 710 người.